# Servas (Ain)
Servas – miejscowość i gmina we Francji, w regionie Owernia-Rodan-Alpy, w departamencie Ain.

## Demografia
Według danych na styczeń 2012 roku gminę zamieszkiwało 1221 osób, a gęstość zaludnienia wynosiła 93,6 osób/km².